# بارعة مكناس
بارعة مكناس ( بارعة مكناس علم الدين ) إعلامية وصحافية لبنانية ومحللة سياسية مقيمة في لندن، انطلقت من قلب الإعلام اللبناني لتسجل حضوراً لافتاً ومؤثراً في كبريات مؤسسات الإعلام العربي والدولي. حاورت بارعة مكناس شخصيات وقيادات من كل العالم، وبَنَتْ صداقات مع أسماءٍ بارزة ضالعة في عالم السياسة والقرار ووُصِفت «ببئر أسرار». تدير شركة International Communication Experts في لندن، وعضو في المجلس الاستشاري لمنتدى Tallberg في السويد.

## عائلتها وزواجها
يعود أصل بارعة مكناس إلى عائلة سنيَّة من طرابلس في شمال لبنان، وهي أخت الإعلامي أكرم رشاد مكناس، ووالدة المحامية والناشطة الحقوقية أمل كلوني.
```
تزوجت بارعة من رمزي علم الدين الحاصل على ماجيستير إدارة الأعمال من الجامعة الأمريكية في بيروت وصاحب وكالة كوميت COMET للسياحة،وتعود أصوله إلى 
بعقلين
، وهو من عائلة 
درزية
 لبنانية. خلال 
الحرب الأهلية
 في لبنان التي اندلعت في ثمانينيات القرن العشرين، غادرت عائلة علم الدين لبنان واتجهت إلى المملكة المتحدة حيث استقرت في 
غررردس كراس، باكينجهامشير
.
```

لبارعة مكناس أربعة أولاد: تالا (مصممة أزياء) وأمل كلوني (محامية وناشطة حقوقية وكاتبة) وكذلك سامر وزياد، وهما من الزواج الأول.

## التعليم
حاصلة على إجازة في الصحافة من الجامعة الأمريكية في بيروت عام 1971م.

## شخصيات عربية وعالمية حاورتها
أجرت بارعة علم الدين مقابلات مع العديد من الشخصيات السياسية ورؤساء الدول، منهم الملك حمد بن عيسى آل خليفة، حسني مبارك، رئيس الوزراء البريطاني الأسبق طوني بلير، الرئيس الأمريكي الأسبق بيل كلينتون، رئيسة الوزراء البريطانية السابقة مارغريت ثاتشر، والرئيس الكوبي السابق فيدل كاسترو، ورئيسة الوزراء الهندية السابقة أنديرا غاندي، إضافة لشخصيات عامة كفيروز ، وسعيد عقل، وغسان كنفاني، وياسر عرفات، وغيرهم.